# كادينين
كادينين هو اسم يطلق على مجموعة من المركبات العضوية التي لها الصيغة الكيميائية C15H24 وهي هيدروكربونات غير مشبعة ذات بنية ثنائية الحلقة؛ وتنتمي بنيوياً إلى صنف من التربينات تدعى سيسكويتربينات (واحد ونصف تربين).
هناك عدة متصاوغات تختلف عن بعضها بموقع الروابط المضاعفة في الجزيء والتشكيل بالنسبة للمراكز الفراغية.

## الوفرة الطبيعية
توجد مركبات الكادينين في الزيت العطري المستخلص من شجر العرعر الشربيني الذي يعرف أيضاً باسم الكاد، ومنه اشتقت التسمية. كما يوجد أيضاً في الزيوت العطرية في الكبابة وفي الجعدة وفي القضبان الذهبية.

## الخواص
توجد مركبات الكادينين في الحالة القياسية على شكل سائل، ولهذه المركبات بنية ثنائية الحلقة لها أساس مركب الكادينان. كان اسم الكادينين يشير إلى عدد من المتصاوغات ذات البنية المتشابهة، والتي قسمت لاحقاً إلى أربعة أصناف فرعية، اعتماداً على البنية الفراغية وذلك بالنسبة لمجموعة إيزوبروبيل وذرات الكربون الجسرية.

## معرض الصور

هيكل مركب الكادينان Cadinane
الصيغة الفراغية للكادينين
الصيغة الفراغية لمركب مورولين Muurolene
الصيغة الفراغية لمركب أمورفين Amorphene
الصيغة الفراغية لمركب بلغارين Bulgarene

## اقرأ أيضاً
- سابينين
- ثوجين
- ثوجون